# خشونت خانگی
خشونت خانگی به هر نوع خشونتی گفته می‌شود که در محیط خانوادگی رخ می‌دهد؛ مثل زندگی زناشویی یا هم‌خانگی. در معنایی وسیع‌تر، حتی سوءرفتارهای غیرفیزیکی در این محیط‌ها نیز سواستفاده خانگی نامیده می‌شود. اصطلاح «خشونت خانگی» اغلب به جای «خشونت شریک عاطفی» استفاده می‌شود؛ یعنی زمانی که یکی از افراد در یک رابطه نزدیک (فعلی یا سابق) علیه دیگری مرتکب خشونت می‌شود. این نوع خشونت می‌تواند شامل رفتارهایی علیه اعضای خانواده مثل فرزند، خواهر یا برادر، یا والدین هم باشد.
اشکال مختلف سوءاستفاده خانگی شامل خشونت فیزیکی، کلامی، روانی، مالی، مذهبی، جنسی، و تولیدمثلی می‌شود. این خشونت‌ها می‌توانند از رفتارهای ظریف و کنترل‌گرانه شروع شده و تا تجاوز به همسر، خفه‌کردن، ضرب‌وجرح، ناقص‌سازی جنسی زنان، یا اسیدپاشی که ممکن است به نقص عضو یا مرگ منجر شود، گسترش یابند. همچنین، استفاده از فناوری برای مزاحمت، کنترل، جاسوسی، یا هک نیز جزو خشونت خانگی محسوب می‌شود. قتل‌های خانگی نیز شامل سنگسار، سوزاندن عروس، قتل‌های ناموسی، و مرگ جهیزیه‌ای هستند؛ که گاه توسط اعضای خانواده‌ای انجام می‌شود که با قربانی هم‌خانه نیستند. در سال ۲۰۱۵، وزارت کشور بریتانیا تعریف خشونت خانگی را گسترش داد و «کنترل قهری» را هم به آن افزود.
در سراسر جهان، قربانیان اصلی خشونت خانگی عمدتاً زنان هستند و زنان معمولاً شکل‌های شدیدتری از خشونت را تجربه می‌کنند. سازمان جهانی بهداشت تخمین زده که از هر سه زن، یکی در طول زندگی خود با خشونت خانگی مواجه می‌شود. در برخی کشورها، خشونت خانگی علیه زنان به‌ویژه در موارد خیانت واقعی یا مشکوک به خیانت، موجه یا حتی قانونی تلقی می‌شود. پژوهش‌ها نشان می‌دهند که بین شاخص نابرابری جنسیتی یک کشور و میزان خشونت خانگی رابطه مستقیم و معناداری وجود دارد؛ هرچه نابرابری بیشتر، خشونت خانگی شدیدتر است. خشونت خانگی، هم برای زنان و هم مردان یکی از کم‌گزارش‌شده‌ترین جنایات در جهان است.
این خشونت معمولاً زمانی رخ می‌دهد که فرد سوءاستفاده‌گر احساس می‌کند به چنین رفتاری حق دارد، یا آن را موجه، پذیرفتنی یا غیرقابل پیگیری می‌داند. چنین رفتاری می‌تواند چرخه‌ای نسلی از خشونت ایجاد کند که طی آن کودکان یا دیگر اعضای خانواده نیز چنین رفتارهایی را نرمال و پذیرفتنی بدانند. بسیاری از افراد، خود را قربانی یا عامل خشونت نمی‌دانند، چون فکر می‌کنند دعواها و تنش‌های خانوادگی از کنترل خارج شده‌اند، نه اینکه مصداق خشونت باشند. آگاهی، برداشت، تعریف و ثبت قانونی خشونت خانگی از کشوری به کشور دیگر تفاوت دارد. همچنین خشونت خانگی اغلب در بستر ازدواج‌های اجباری یا ازدواج‌های زودهنگام اتفاق می‌افتد.
در روابط خشونت‌آمیز، معمولاً چرخه‌ای از خشونت وجود دارد: ابتدا تنش افزایش می‌یابد، سپس خشونت رخ می‌دهد، بعد از آن دوره‌ای از آرامش و آشتی پیش می‌آید. قربانیان ممکن است به دلایل مختلفی مانند انزوا، تسلط روانی، پیوندهای عاطفی بیمارگونه با فرد سوءاستفاده‌گر، فشار فرهنگی، فقر، ترس، شرم، یا برای محافظت از فرزندان در این وضعیت گیر بیفتند. نتیجه این خشونت می‌تواند شامل ناتوانی جسمی، پرخاشگری ناپایدار، بیماری‌های مزمن، مشکلات روانی، بی‌پولی، و ناتوانی در شکل‌دادن به روابط سالم باشد. اختلالات شدید روانی مثل اختلال استرس پس از سانحه نیز ممکن است رخ دهد. کودکانی که در محیط پرخشونت بزرگ می‌شوند، معمولاً از سنین پایین علائم روانی نشان می‌دهند: مثل اجتناب، حساسیت بیش از حد به تهدید، و پرخاشگری ناهنجار؛ که می‌تواند منجر به آسیب‌پذیری روانی ثانویه شود.

## گونه‌ها
- خشونت فیزیکی: تنبیه بدنی، قطع عضو، قتل
- خشونت جنسی: تجاوز جنسی، سوءاستفاده جنسی، قوادی
- خشونت روانی: باج خواهی، توهین، تحقیر، تهدید، حسادت، شک
- محرومیت و محدودیت: از بین بردن استقلال مالی، مصادره اموال، ازخود بیگانگی[۱۶]

شایع‌ترین نوع خشونت در میان گونه‌های خشونت خانگی، خشونت روانی (توهین و تحقیر) است.

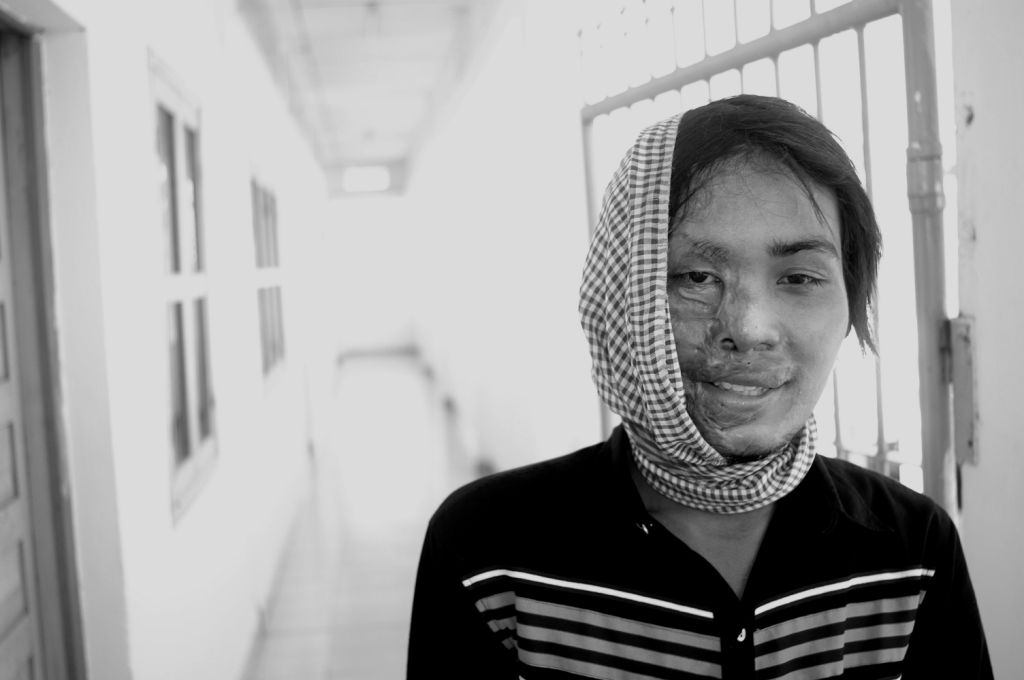
یک قربانی اسیدپاشی در کامبوج

## چرخه
- فاز اول - تنش: فرد مهاجم عصبانی شده، شروع به تهدید می‌کند و سکوت سنگینی را به قربانی تحمیل می‌کند. قربانی تلاش می‌کند فضا را آرام کند و در رفتار و گفتار خود دقت کند تا مهاجم را خشمگین‌تر نکند.
- فاز دوم - بحران: فرد مهاجم خشونت جسمی، جنسی، روانی اقتصادی و کلامی را اعمال می‌کند. قربانی احساس تحقیر شدگی می‌کند و خود را در وضعیتی غیر عادلانه گرفتار می‌بیند.
- فاز سوم - توجیه: فرد مهاجم تلاش می‌کند رفتار خشن خود را توجیه کند. قربانی تلاش می‌کند تا این توضیحات را درک کند. در مورد رفتار و گفتار خودش دچار شک می‌شود و خود را مسئول وضع پیش آمده احساس می‌کند.
- فاز چهارم - ماه عسل: مهاجم پوزش می‌خواهد، درخواست کمک می‌کند یا حتی سخن از خودکشی به میان می‌آورد. قربانی به او شانس دیگری می‌دهد، به مهاجمش کمک می‌کند و تلاش می‌کند تا رفتار خود را تغییر دهد. قربانی با پذیرش ضمنی اینکه رفتارش باید تغییر کند، بهانه را برای ایجاد خشونت روانی بعدی می‌دهد و به صورت تدریجی در موضع مورد خشونت واقع شده تثبیت می‌شود.[۱۸]

## فرزندان
فرزندانی که شاهد خشونت خانگی هستند، همواره دچار ضربه‌های عاطفی می‌شوند که در زندگی آن‌ها تأثیر بسزایی خواهد داشت. این فرزندان از اختلال استرسی پس از ضایعه روانی رنج می‌برند؛ تمرکز خود را از دست می‌دهند و دچار بی‌خوابی، بی‌اشتهایی و تأخیر در رشد می‌شوند.
در مورد این فرزندان به اشتباه، تشخیص کمبود محبت داده می‌شود و از آن‌ها پرسش نمی‌شود که آیا شاهد خشونت بوده‌اند یا خیر. فرزندانی که شاهد خشونت والدین خود بر دیگری بوده‌اند، به احتمال بسیار، خود نیز در زندگی زناشویی آینده این خشونت را بازتولید خواهند کرد. افسرده‌خویی، اعتیاد به مواد مخدر، نوشیدنی‌های الکلی، بزهکاری و فرار از خانه در میان آنان شایع‌تر است. در نهایت اینکه فرزندانی که شاهد خشونت جسمی و جنسی هستند، خود نیز می‌توانند قربانی این خشونت‌ها باشند.

### اثرات خشونت
خشونت علیه زنان می‌تواند منجر به صدمات و مشکلات جدی جسمی، روانی، جنسی و تولید مثلی از جمله عفونت‌های مقاربتی، اچ‌آی‌وی و حاملگی‌های غیرمترقبه شود. در موارد شدید، خشونت علیه زنان می‌تواند منجر به مرگ شود. خشونت خانگی یک آسیب اجتماعی است که به سلامت جسمی و روانی قربانی و کل خانواده صدمه می‌زند و اثرات آن می‌تواند سالها حتی پس از توقف خشونت ادامه داشته باشد. همچنین، خشونت روی سلامت و رشد ذهنی، اجتماعی و هیجانی کودکان و نوجوانانی که شاهد یا قربانی خشونت خانگی هستند تأثیر گذاشته و می‌تواند یک عامل خطر برای سوء مصرف مواد و الکل، پرخاشگری و خشونت و بزهکاری و انواع مشکلات روان‌شناختی در بزرگسالی باشد.

#### اثرات جسمی
انواع شکستگی‌ها و ضرب دیدگی‌های قسمت‌های مختلف بدن، کبودی‌ها، زخم‌ها و خراشیدگی‌ها، عفونت‌های واژینال و مقعدی است.

#### اثرات روانی
عوارض روانی خشونت بسیار متعدد و متفاوت است و شامل انواع مختلفی از مشکلات مانند اضطراب، ترس، خشم و نفرت، ناامیدی و افسردگی، احساس حقارت، درماندگی و عدم اعتماد به نفس و احساس تنهایی بوده و در موارد شدید ممکن است منجر به اختلال استرس پس از سانحه شود. همچنین از دیگر اثرات خشونت، می‌توان به انواع مختلف دردهای روان تنی مانند سردردهای مزمن، مشکلات گوارشی و مشکلات تنفسی اشاره کرد.

### عوامل خطر
تحصیلات پایین، بیکاری، مصرف الکل و مواد، اعتماد به نفس پایین، درآمد کم، سابقه بزهکاری و پرخاشگری در نوجوانی، تجربه خشونت در کودکی یا دیدن رفتارهای پرخاشگرانه پدر و انزوای اجتماعی از عواملی است که احتمال خشونت را در مردان افزایش می‌دهد.

عامل خطر در معرض خطر بودن عبارت است از :جوان بودن یا پایین بودن سن زن در هنگام ازدواج، تحصیلات پایین، شاغل نبودن و نداشتن استقلال مالی، باردار بودن، تعداد بیشتر بچه‌ها، بیماری یا معلولیت و شاهد خشونت خانگی بودن در کودکی.

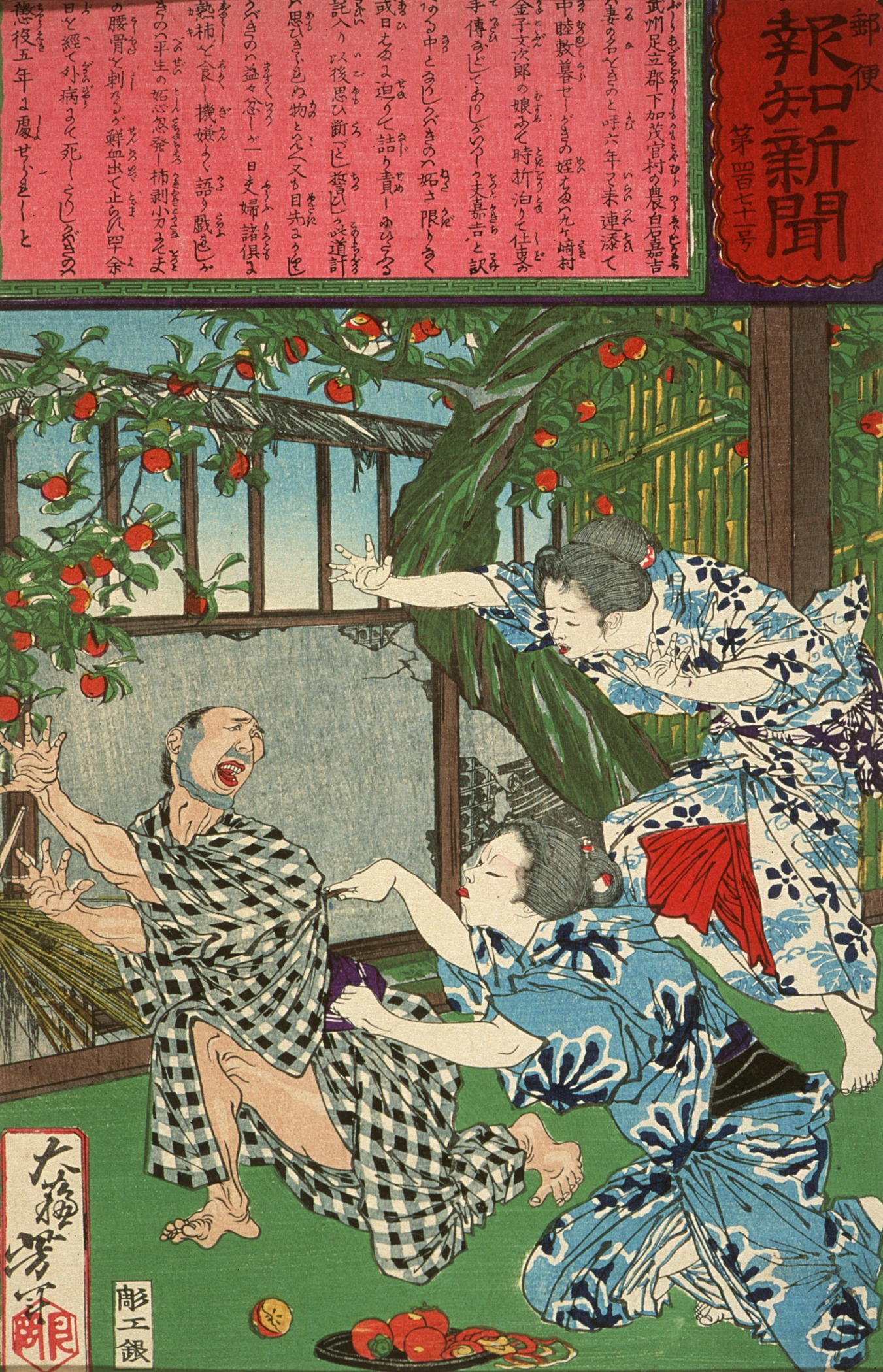
چاقو زدن زن به شوهر، اثر یوشی‌توشی (۱۹۰۱ میلادی)

## خشونت خانگی علیه کودکان
خشونت خانگی عبارت است از بدرفتاری جسمی، جنسی و روانی، از قبیل منزوی کردن اجباری، محروم ساختن از حمایت و تهدید به آسیب رسانی. این تعریف در بردارنده مفاهیم قصد عمدی و انجام عملی آگاهانه، استفاده از زور و غلبه، حالت تندی و شدت، تعرض، تعدی و حمله به دیگران، آزار و آسیب رساندن به دیگران است . قرار گرفتن در معرض سوء استفاده جسمی و جنسی و شاهد خشونت خانگی بودن در دوران کودکی، افکار و اقدام به خودکشی را افزایش میدهد. کودکان در معرض خشونت خانگی اغلب دارای مسائل عاطفی و رفتاری، اُفت تحصیلی و ترک تحصیل هستند . مطالعات بسیاری نشان داده اند که تجربه خشونت در کودکان و نوجوانان همراه با آسیب های عمیق جسمانی، عاطفی و اجتماعی است  و سلامت رفتاری و عاطفی، توانایی های شناختی و نگرش کودکان را به شدت تحت تأثیر قرار می دهد؛ این کودکان در مقایسه با کودکانی که در محیط های سالم و بدون خشونت رشد یافته اند، سلامت رفتاری و عاطفی کمتری دارند .

## زنان

قتل خانگی، نام اثری است به‌سال ۱۸۹۰ میلادی از جاکوب شیکاندر، نقاش اهل پراگ. موضوع نقاشی صحنهٔ قتل زن جوانی است که به‌نظر می‌آید قربانی خشونت خانگی شده باشد.

### جهان
نتیجه پژوهش‌های سازمان جهانی بهداشت نشان می‌دهد که در هر ۱۸ ثانیه یک زن مورد آزار قرار می‌گیرد و باردار بودن زنان هم آن‌ها را از خشونت مصون نمی‌دارد. خشونت خانگی امری است پنهان متأسفانه در برخی کشورها به دلیل عدم حمایت از قربانیان بسیاری از این خشونت‌ها گزارش نمی‌شود. همه جای دنیا کم و بیش زنان در معرض خشونت هستند. ۳۰ تا ۳۵ درصد زنان آمریکایی مورد آزار جسمی همسران خود هستند و ۱۵ تا ۲۵ درصد آن‌ها در هنگام بارداری مورد ضرب و شتم واقع می‌شوند همچنین از هر ده قربانی زن سه نفر توسط شوهران یا سایر مردان به قتل می‌رسند. در هند ۴۱٪ زنان در اثر آزار جسمی همسرانشان دست به خودکشی می‌زنند. در بنگلادش ۵۰٪ قتل‌ها ناشی از خشونت مردان است و در شیلی ۶۳٪ زنان مورد آزار جسمی قرار می‌گیرند.

### ایران
- در یک دهه اخیر پژوهش‌های فراوانی در مورد خشونت خانگی انجام شده که آخرین آن در سال ۱۳۸۳ در گزارشی ۳۲ جلدی و هر جلد بیش از ۲۰۰ صفحه به پایان رسیده و ۲۸ استان کشور بررسی شده‌اند. کارفرمای این طرح دفتر امور اجتماعی وزارت کشور ایران و شریک پژوهشی آن، با مشارکت معاونت امور زنان و خانواده ریاست جمهوری و وزارت علوم، تحقیقات و فناوری ایران است. این پژوهش‌ها نشان می‌دهد که ۶۶٪ زنان در ایران از اول زندگی مشترکشان تا کنون، یکبار مورد خشونت قرار گرفته‌اند. با این حال میزان و انواع خشونت در استان‌های کشور تفاوت‌های معناداری دارند. در این پژوهش ۲۵ مورد خشونت خانگی طبقه‌بندی شده که در این طبقه‌بندی خشونت روانی و کلامی رتبه نخست و خشونت جنسی رتبه آخر را به خود اختصاص داده است. البته آمار پایین خشونت جنسی، مربوط به هنجارهای عرفی و حتی شرعی دربارهٔ اظهار خشونت‌های جنسی در جامعه و فرهنگ ایرانی است. عدم حمایت از قربانیان و عدم مجازات عاملان خشونت جنسی، زنان را به خودسانسوری وا می‌دارد و آمار درستی از میزان واقعی آن در دسترس نیست.[۳۱][۳۲]

## مردان
بر اساس آماری که در بریتانیا ارائه شده، از هر سه قربانی خشونت خانگی دو نفر زن و یک نفر مرد هستند. برخی فعالان معتقدند برای مقابله مؤثرتر با معضل خشونت خانگی و جنسی باید از آن جنسیت‌زدایی کرد.
در بیشتر موارد به دلیل احساس سرافکندگی و آشفتگی، مردان بسیار کمتر از زنان به این موضوع اشاره می‌کنند. به دلیل نبود آگاهی فردی و عمومی و مشکلات در تعریف حقوقی خشونت خانگی و تجاوز جنسی، در صورت مراجعه مردان به پلیس، بسیار کمتر از زنان به شکایت آنان رسیدگی می‌شود.

## ایران
بنا به گزارشی در آفتاب نیوز به تاریخ ۲ مهر ۱۳۹۳، روزانه یک قتل خانگی در ایران اتفاق می‌افتد. قتل‌های خانگی درحالی ۳۰ درصد کل قتل‌ها را به خود اختصاص داده‌‌اند که در بیش از ۹۰ درصد این جنایت‌ها از چاقو به عنوان آلت قتل استفاده شده‌ است. در این میان، مصرف مت‌آمفتامین و توهمات ناشی از آن در وقوع همسرکشی نقش مهمی داشته‌ است.

## ریشه‌یابی و تعاریف
اولین استفاده از واژه خشونت خانگی در متون امروزی با مفهوم خشونت در خانه ظاهر شد و در خطاب به پارلمان انگستان توسط جک اشلی در ۱۹۷۳ بود. به طور سنتی، خشونت خانگی (DV) بیشتر همراه با خشونت فیزیکی بوده است مانند سوء استفاده از همسر و ضرب و شتم او، اما با افزودن افراد مجرد، سوءاستفاده‌های غیر فیزیکی، مجرمان زن، و خشونت در روابط بین افراد با جنسیت یکسان به این آمار از محبوبیت نظریه سنتی کاسته شده است.

### جسمی
سوءاستفاده جسمی نوعی خشونت است که باعث به وجود آمدن ترس، درد، آسیب، و دیگر صدمات فیزیکی یا بدنی می‌گردد. در قسمت کنترل اجباری، سوءاستفاده فیزیکی به معنی کنترل کردن قربانی است. پویایی سوءاستفاده جنسی در یک رابطه اغلب پیچیده است. خشونت فیزیکی می‌تواند حاصل دیگر رفتارهای توهین آمیز مانند تهدید، ترساندن، محدود کردن قربانی و منزوی کردن وی، دستکاری، و دیگر محدودیت‌های فردی باشد. امتناع از بهره‌گیری از خدمات پزشکی، محرومیت از خواب، و اجبار به مصرف مواد مخدر یا الکل نیز گونه‌های دیگری از سوءاستفاده فیزیکی است. برای وارد کردن آسیب‌های روحی به قربانی، ممکن است دیگر افراد مانند بچه‌ها و حیوانات خانگی نیز هدف قرار گرفته شوند.

### جنسی
طبق تعریف سازمان جهانی سلامت، سوءاستفاده جنسی به هر گونه رفتار جنسی که در آن اجبار، داد و ستد یا عدم رضایت فرد باشد گفته می‌شود که شامل معاینه اجباری دوشیزگی یا معیوب بودن تناسلی زن نیز می‌شود. به غیر از اجبار فیزیکی به شروع رفتارهای جنسی، سوءاستفاده جنسی زمانی که فردی به صورت کلامی نیز مجبور به رضایت دادن گردد صورت می‌پذیرد،  چراکه قادر به درک شرایط یا ماهیت رفتار نبوده و در نتیجه نمی‌تواند مشارکت را رد کرده، و یا نمی‌تواند عدم رضایت خود را برای مشارکت در استفاده مواد بیان کند.

### اقتصادی
سوءاستفاده اقتصادی ( سوءاستفاده مالی) نوعی از سوءاستفاده است که یک شریک خودمانی یا محرم کنترل دسترسی شریک خود را به منبع مالی در دست بگیرد. دارایی‌های زناشویی می‌تواند به عنوان آلتی برای کنترل مورد استفاده قرار گیرد. سوءاستفاده اقتصادی می‌توانند شامل جلوگیری از همسر در استفاده از سرمایه، محدود ساختن چیزی که ممکن است قربانی از آن استفاده کند، و یا استثمار کردن منابع اقتصادی قربانی باشد.

### در برابر خشونت چه کنیم؟
ممکن است کمک به خانواده، دوستان و همسایگان راهگشا باشد، از یک خط تلفن دائم یا در صورت امن بودن، از خدمات آنلاین برای بازماندگان خشونت استفاده کنید. دریابید که خدمات محلی (به عنوان مثال پناهگاه‌ها، مشاوره) باز است و در صورت وجود به آن‌ها دسترسی پیدا کنید.
در صورت تشدید خشونت علیه شما یا فرزندانتان  برنامه ایمنی تهیه کنید. این شامل:
- در صورت نیاز به ترک فوری خانه، از قبل همسایه، دوست، اقوام، همکار یا پناهگاه خود را برای مراجعه شناسایی کنید.
- برای اینکه چگونه با خیال راحت از خانه خارج شوید و چگونه به آنجا برسید (برای مثال حمل و نقل) برنامه‌ای داشته باشید.
- چند مورد ضروری (به عنوان مثال اسناد شناسایی، تلفن، پول، دارو و لباس) را در دسترس قرار دهید و لیستی از شماره تلفن‌های لازم در صورت بروز شرایط اضطراری در اختیار داشته باشید.[۴۶]
- از طریق تلفن، ایمیل، متن و غیره با خانواده و دوستان تماس برقرار کرده و از آن‌ها حمایت دریافت کنید.
- سعی کنید کارهای روزمره را حفظ کنید و برای فعالیت بدنی و خواب وقت بگذارید.
- برای تسکین افکار و احساسات از تمرینات آرامش‌بخش مثل تنفس آهسته، مراقبه و آرامش عضلات استفاده کنید.
- درگیر فعالیت‌هایی باشید که برای مدیریت اضطراب توصیه شده‌اند.
- به پزشکتان شرایط خود را اطلاع دهید.[۴۶]